# Tetrastichus stylatus
Tetrastichus stylatus är en stekelart som först beskrevs av Girault 1915.  Tetrastichus stylatus ingår i släktet Tetrastichus och familjen finglanssteklar. Inga underarter finns listade i Catalogue of Life.